# 浙东抗日根据地旧址
浙东抗日根据地旧址是浙江省宁波市八处与中国共产党领导的浙东抗日根据地有关建筑的统称，分别是位于慈溪市观海卫镇的中共浙东区委成立旧址和位于余姚市梁弄镇的中共浙东区委旧址、浙东行政公署及教导大队旧址、浙东银行和新浙东报社旧址、新四军浙东游击纵队政治部旧址、浙东敌后各界临时代表会议旧址、鲁迅学院浙东分院旧址和新四军浙东游击纵队司令部旧址。2006年，这八处旧址合并成为全国重点文物保护单位。